# Centromachetes titschaki
Espèce
Synonymes
- Bothriurus titschaki Werner, 1939

Centromachetes titschaki est une espèce de scorpions de la famille des Bothriuridae.

## Distribution
Cette espèce est endémique du Chili. Elle se rencontre dans les regions du Biobío et d'Araucanie.

## Systématique et taxinomie
Cette espèce a été décrite sous le protonyme Bothriurus titschaki par Werner en 1939. Elle est placée dans le genre Centromachetes par Maury en l973.

## Étymologie
Cette espèce est nommée en l'honneur d'Erich Titschak.

## Publication originale
- Werner, 1939 : Neu Eingange von Skorpionen im Zoologischen Museum in Hamburg. II. Teil. Festschrift zum 60 Geburtstage von Prof. Dr. Embrik Strand, vol. 5, p. 351-360.